# Malkoçoğlu Balı Bey
Malkoçoğlu Bali Bey známý také jako Malkoç Bey (1495–1555) byl osmanský vojenský velitel a guvernér, sloužící sultánovi Sulejmanovi I. 
Byl synem Malkoçoğlu Yayi Paši, který sloužil jako bejlerbej v Anatolii a Rumelii. Jeho mladším bratrem byl Malkoçoğlu Mehmet Bey. Když se oženil s dcerou sultána Bájezída II., tak dosáhl funkce vezíra. Nejvíce se proslavil bitvou u Moháče (1526), kde byl velitelem akindžiů. Jako odměnu za válečné služby spravoval po bitvě Budínský ejálet. 
Postava Malkoçoğlu Bali Beye se objevila v tureckém seriálu Velkolepé století (2011–14), kde ji ztvárnil Burak Özçivit.